# Сомушка (Бакау)
Сомушка (рум. Somușca) насеље је у Румунији у округу Бакау у општини Клежа. Oпштина се налази на надморској висини од 273 m.

## Становништво
Према подацима из 2002. године у насељу је живело 1617 становника.

### Попис2002.
| Расподела становништва по националности 2002.‍ | Расподела становништва по националности 2002.‍ | Расподела становништва по националности 2002.‍ | Расподела становништва по националности 2002.‍ | Расподела становништва по националности 2002.‍ |
| --------------------------------------------- | --------------------------------------------- | --------------------------------------------- | --------------------------------------------- | --------------------------------------------- |
|                                               |                                               |                                               |                                               |                                               |
| Румуни                                        | Румуни                                        |                                               | 1.563                                         | 96,7%                                         |
| Мађари                                        | Мађари                                        |                                               | 38                                            | 2,4%                                          |
| Чанго                                         | Чанго                                         |                                               | 16                                            | 1,0%                                          |